# Pabellón de China (Epcot)
El Pabellón de China forma parte del World Showcase en Epcot en Walt Disney World Resort en Florida. Su ubicación es entre el pabellón de Noruega y el de Alemania.

## Diseño
Los visitantes ingresan al pabellón a través de una gran puerta china. El patio está dominado por una réplica del Templo del Cielo en Beijing, que contiene la entrada a "Reflections of China" (Reflexiones de China), una película de 360° que explora la historia y el paisaje de China, así como un museo que contiene varios artefactos chinos antiguos. El patio está bordeado por tiendas que venden productos chinos y 2 restaurantes chinos. El pabellón está decorado con estanques, atravesados por puentes. Los acróbatas chinos también actúan con frecuencia en el pabellón.

## Atracciones y servicios

### Atracciones
- Reflexiones de China
- Kim Possible World Showcase Adventure (28 de enero de 2009 - presente)

### Compras
- Regalos de buena fortuna, vende una variedad de productos, entre ellos sombrillas, muñecos y juguetes.
- Casa de buena fortuna, vende artículos tales como artículos para el hogar, juegos de té, impresiones para la pared, batas de seda y artículos de porcelana.

### Comedor
- Nine Dragons, un restaurante gourmet con servicio completo, que ofrece cocina tradicional china, como pato de Pekín.
- Café Flor de Loto, un restaurante de servicio rápido que sirve una variedad de platos chinos.

### Entretenimiento en vivo
- Acróbatas Leyenda del Dragón

### Personajes de Disney
- Mulán
- Mushu